# Rock and Read
Rock and Read (estilizado em maiúsculas, às vezes abreviado para RR) é uma revista de música japonesa publicada bimestralmente desde 2004. Sua editora é a Shinko Music Entertainment e seu editor é Koji Yoshida, representante da Axel Communications. Ela apresenta longas entrevistas com músicos principalmente da cena visual kei.

## História
Em 2004, a revista de música Band Yarouze cessou a publicação. Koji Yoshida, que a vinha editando, lançou a Rock and Read no mesmo ano, inicialmente chamada Real Read e publicada de forma independente. Anteriormente, ele já havia publicado uma revista chamada Read em 2003 como uma versão avulsa da Band Yarouze.
Yoshida tinha o objetivo de elaborar uma revista com o conceito oposto: em vez de várias fotografias "desordenadas", ele queria criá-la em formato de livro com longas e profundas entrevistas com artistas exclusivamente do visual kei. Ele também contou que busca os entrevistados que "tiveram mudanças ou acontecimentos recentes", e não por "terem lançado um novo disco recentemente".
Em 2012, foi lançada a primeira edição avulsa da Rock and Read, a revista Rock and Read eyes.  Ela foi criada para ter o conceito oposto da RR, apresentando mais fotos do que texto. Dois anos depois, foi lançada a Idol and Read, apresentando ídolos japoneses.
Em julho de 2017, foi criada a edição Rock and Read Band, focada em entrevistar bandas como um todo. Já em novembro, foi lançada uma edição da revista estrelando vocalistas, chamada Rock and Read Vocal.
Em 2019, foi criada a edição Rock and Read Girls apresentando artistas femininas. A versão com entrevistas com comediantes, Owarai and Read, começou a ser serializada em 2021.
A edição n° 39 apresentou uma colaboração entre Hitsugi (Nightmare) e o designer e músico Tatsuya Ishii. A edição n° 100 teve Kirito na capa, por ele ter sido capa da edição inicial da revista, a Read.